# ونه‌را تارزیان
ونه‌را هوهانسی تارزیان (ارمنی: Վեներա Հովհաննեսի Թարզյան؛ انگلیسی: Venera Tarzyan؛ ۱۴ ژوئیهٔ ۱۹۵۴) یک بازیگر اهل ارمنستان است. وی بین سال‌های - تا - میلادی فعالیت می‌کرد.

## زندگی‌نامه
وی در ۱۴ ژوئیه ۱۹۵۴ در اوجمانا به دنیا آمد . وی در تئاتر دراماتیک دولتی پطروس آدامیان تفلیس (۱۹۷۶–۱۹۹۶) و فرهنگستان دولتی تئاتر سوندوکیان () فعالیت کرده است. 